# Chirosia arnolitra
Chirosia arnolitra är en tvåvingeart som först beskrevs av Huckett 1924.  Chirosia arnolitra ingår i släktet Chirosia och familjen blomsterflugor. Inga underarter finns listade i Catalogue of Life.